# Structuurelement (narratologie)
Structuurelementen vormen de basis van verhalen met personages, handelingen, gebeurtenissen, motieven en thema's. 
Tussen de gebeurtenissen en/of personages met hun handelingen (de door de personages veroorzaakte en gewilde gebeurtenissen) kunnen de verschillende vormen van samenhang worden onderscheiden: temporele samenhang, oorzakelijke samenhang en associatieve samenhang:
Temporele samenhang heeft betrekking op het verloop van de handelingen en gebeurtenissen. Deze worden chronologisch gerangschikt, dus volgens de factor tijd.
Causale samenhang betreft het verloop van de handelingen en gebeurtenissen. De handelingen en gebeurtenissen worden gerangschikt volgens de factor oorzaak
Associatieve samenhang: het verband tussen de gebeurtenissen of personages en hun handelingen berust op verwante voorstellingen of associaties.
De narratologische structuur van verhalen bestaat verder uit de omstandigheden, die gevormd worden door de ruimte waarin het verhaal speelt en de tijd waarin het verhaal speelt (de tijdsverlopen, de tijdstippen, de perioden), en uit de motieven en thema's. De structuur van verhalen bestaat uit de onderlinge relaties tussen:
- de personages (met hun handelingen of acties),
- de motieven en thema's,
- de omstandigheden, gevormd door de ruimte waarin het verhaal speelt, en de tijd waarin het verhaal speelt met de tijdsverlopen, de tijdstippen en de perioden, en
- de natuurlijke en niet-natuurlijke gebeurtenissen, die niet door personages veroorzaakt of gewild zijn.